# إسماعيل الفحام
إسماعيل خليل الفحّام (1905-1990م)، قارئ مقام عراقي، ولد في الموصل بمحلة الميدان، درس على يد أحمد عبد القادر الموصلي، عمل على تطوير المقام مع زيادة الأنتقالات وأضاف فيه قطعاً وأنغاماً جديدة، أدخل المخالف البغدادي في مقام المخالف الموصلي، أدخل العتابة على مقام السيكاه، وأدخل الغزازي والعتابة على الرست، والمثيوي بالريست، والقطر في السيكاه، وأدى الخنبات ( الفوريز) وهو الوحيد الذي قام بأدائه.

## حياته العملية
ولد في محلة الميدان قرب جامع (حمو القدو)، ترك دارسته وهو في المرحلة الأبتدائية، وبدأ حياته العملية كصانع كباب، بعدها عمل كسائق حاملة في مديرية الأشغال وأصبح مراقب مرآب فيها وبقي في هذا العمل إلى أن أحيل إلى التقاعد في عام 1971م.

## حياته الفنية
يعتبر واحد من أبرز قراء المقام في العراق. أحب المقام وهو في الثالثة عشر من عمره، وأهتم في حفظ القرآن وعاصر ثلاث قراء بارزين في عصره، سيد أحمد عبد القادر وشقيقه وسيد أمين وسيد سلمان القندرجي، يرى أن ملا عثمان الموصلي صاحب الفضل الكبير على المقام، وفي بداياته كان يمتنع عن التسجيل الصوتي على الأشرطة خشية الأبتذال، ولكن وافق بعدما أفتتحت محطة تلفاز الموصل عام 1968م، وسجل حينها قصيدة أحمد الفخري (الجد)، ومطلعها:
تِلكَ الديارُ وهذا الوجهُ قدْ حَضُرا فَخِلني أقضي منها في الهوى وَطَرا
وبعد هذه القصيدة سجل حوالي مائة ساعة من المقامات والاغاني، أُعجب بأداء يوسف عمر، ورفض المدرسة الحديثة في الغناء، مثل عمل الموسيقار محمد عبد الوهاب، ويعتقد أن عبد الوهاب وفريد الأطرش أفسدا الغناء العربي، ويعتقد هو في مستوى أعلى من اسمهان وليلى مراد ورجاء عبده من مغنيات ما قبل ثورة يوليو المصرية 1952م، رفض أحتراف الغناء ولم يقبل بتسجيل أي أغنية على الأسطوانات، ويقول كل من أحترف الغناء مات جوعا، أدى جميع المقامات بمستوى عالي وتميز بأسلوبه الخاص، أدى المقام على الطريقة البغدادية، أدخل المخالف البغدادي في مقام المخالف الموصلي، وكان له القدرة بتأدية المقام ثم يعود إلى المقام ذاته، وأدى العتابة والآبوذية والسويحلي والنايل إلى جانب المدائح النبوية والتنزيلات، وأقام جلسات الذكر في رمضان والمناسبات الدينية وفي رمضان كان يكبّر في كل يوم بجامع. لديه معرفة واسعة بالعلوم الموسيقية وفنون المقام، مارس غناء المقامات العراقية كلها إلا أنه ركّز على مقام الحجاز، ويقول أن المقام ثلاث: المقام الأول في كركوك، والثاني الموصل، والثالث في بغداد، وأن المقام في بغداد يقرأ على وتيرة واحدة بينما يتصرف قرّاء الموصل في المقام ثم يعودون إلى مبادئهم الأولية في المقام 

## وفاته
أُصيب بالعجز في القلب، وتوفيّ في يوم 6 آيار 1990.

## معرض صور
لمقتنيات تخص اسماعيل الفحام محفوظة في مؤسسة بيتنا للثقافة والفنون والتراث في الموصل. 

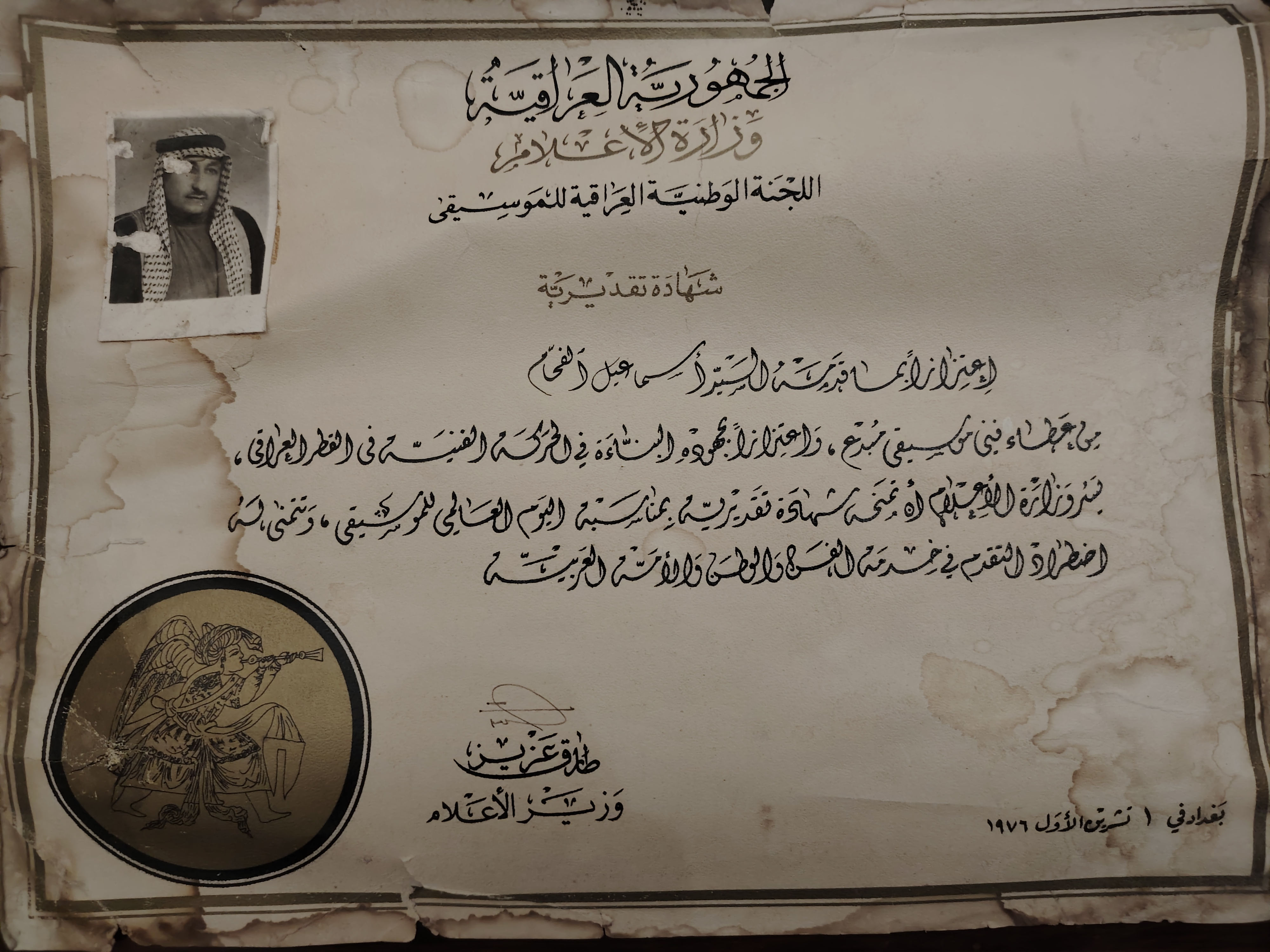
شهادة تقديرية من وزارة الاعلام جمهورية العراق
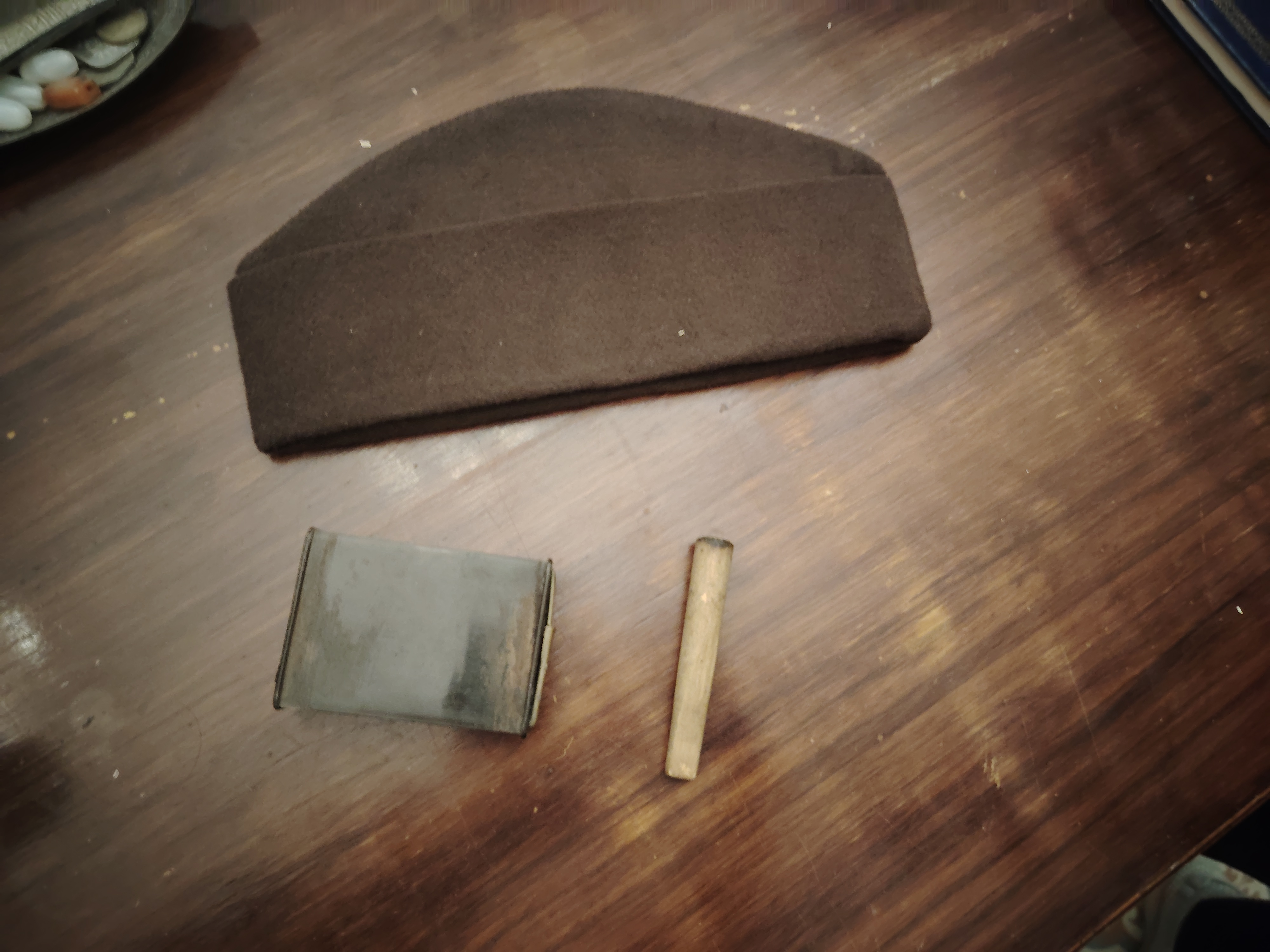
مقتنيات الفنان اسماعيل الفحّام
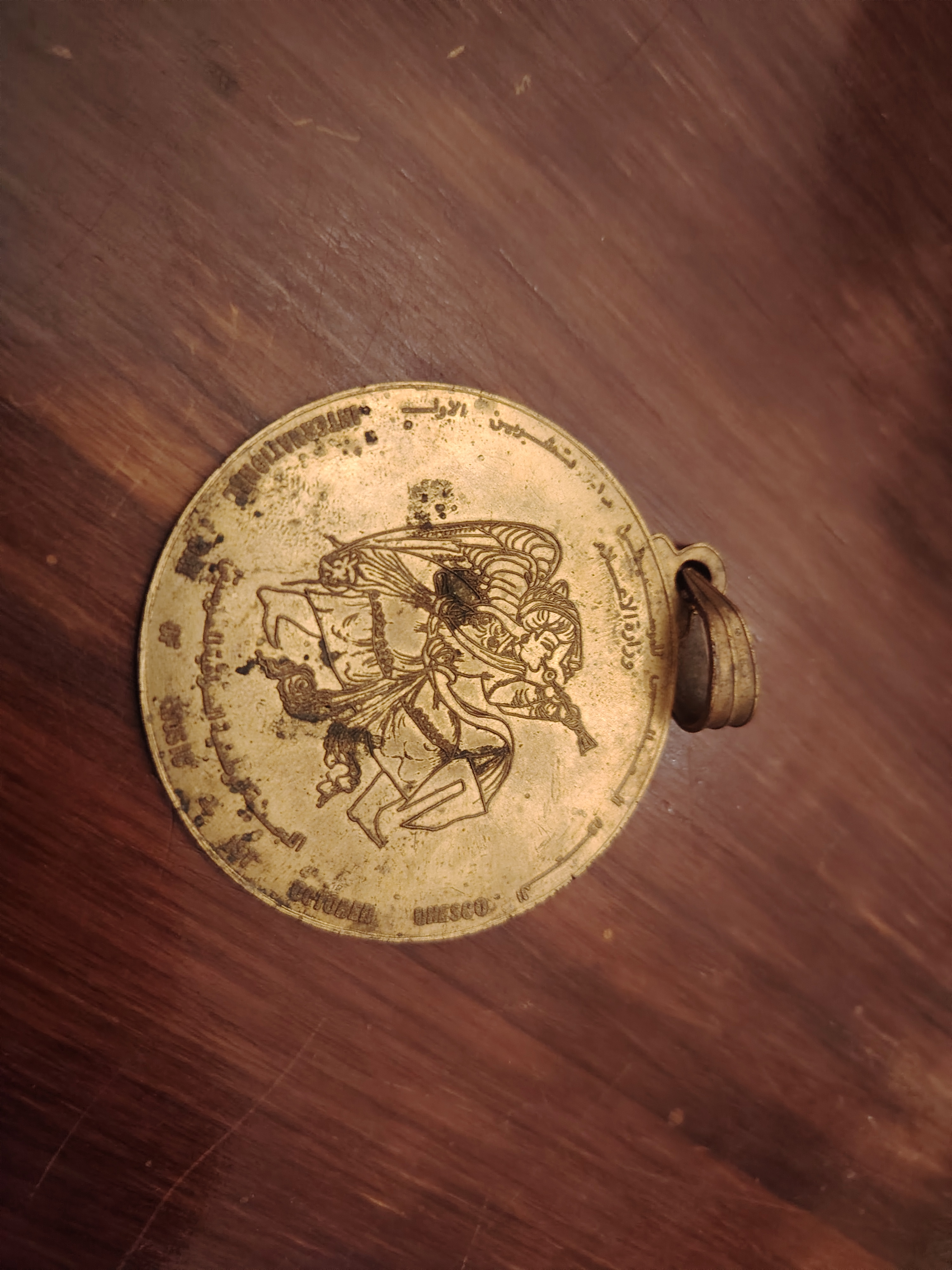
قلادة يوم العالمي للموسيقى من وزارة الاعلام للفنان اسماعيل الفحام
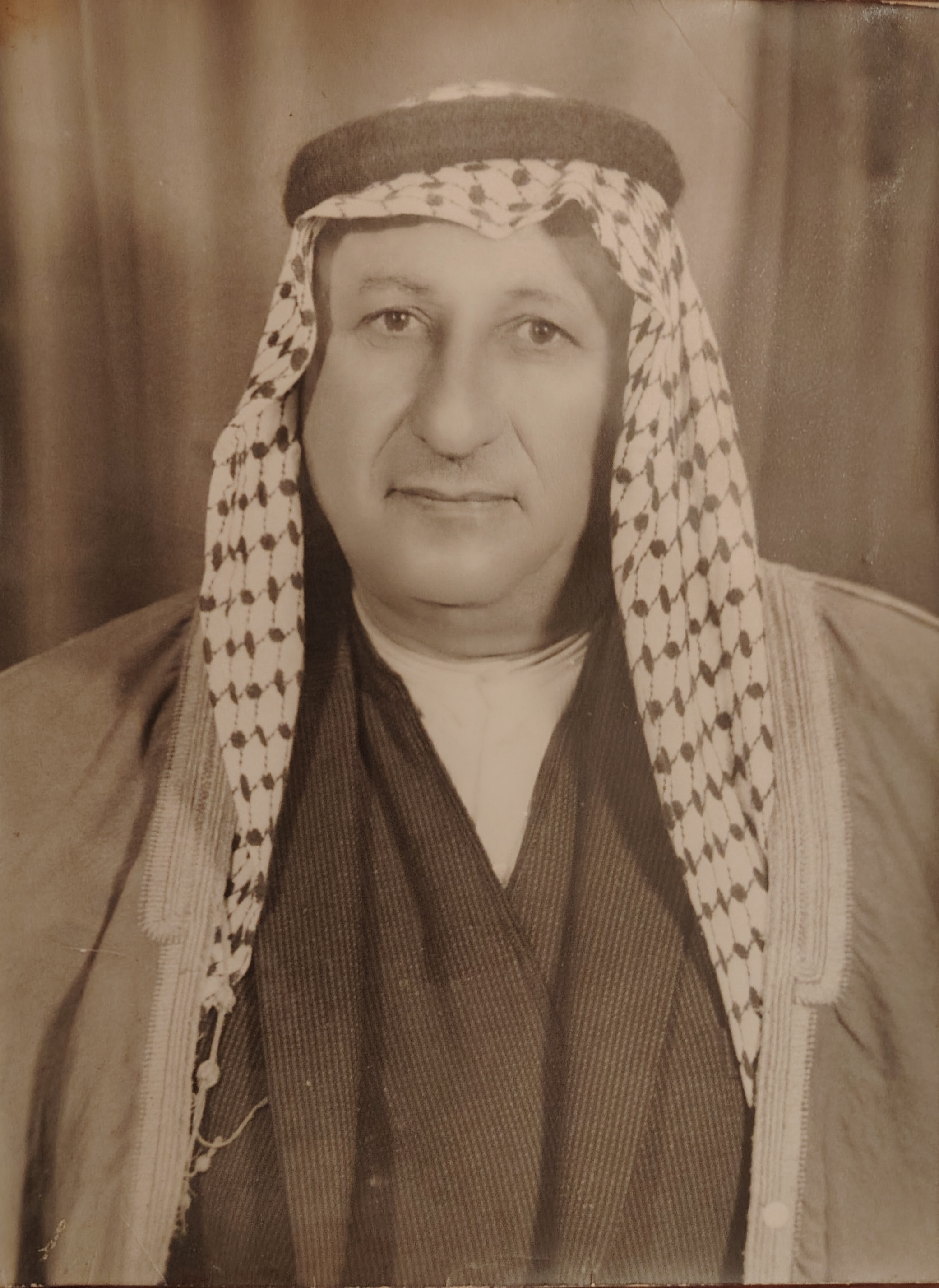
صورة الفنان اسماعيل الفحام

## روابط خارجية
- مقابلة تلفزيونية كاملة للفنان إسماعيل الفحام
- مقام زهيري جالغي البغدادي
- مقام البيات